# Dieudonné Minoungou
Dieudonné Minoungou (ur. 25 czerwca 1981 w Tenkodogo) – burkiński piłkarz grający na pozycji napastnika.

## Kariera klubowa
Karierę piłkarską Minoungou rozpoczął w klubie Santos FC ze stolicy kraju Wagadugu. W jego barwach zadebiutował w 1999 roku w pierwszej lidze burkińskiej. W 2001 roku odszedł do francuskiego drugoligowego zespołu, Grenoble Foot 38. Tam był rezerwowym i nie rozegrał żadnego spotkania. W latach 2002–2004 grał w Tours FC, z którym w 2003 roku awansował z czwartej do trzeciej ligi. Sezon 2004/2005 spędził w Stade Brestois 29, w którym nie wystąpił ani razu. W sezonie 2005/2006 grał w czwartoligowym FC Rouen, a w sezonie 2006/2007 w AS Moulins. W 2008 roku występował w japońskim trzecioligowcu, FC Ryūkyū.

## Kariera reprezentacyjna
W reprezentacji Burkiny Faso Minoungou zadebiutował w 2002 roku. W 2004 roku został powołany do kadry na Puchar Narodów Afryki 2004 i wystąpił tam w 2 meczach: z Mali (1:3 i gol w 51. minucie) i z Kenią (0:3). Od 2002 do 2005 roku rozegrał w kadrze narodowej 10 meczów i zdobył 5 goli.